# 토스카나 웨딩
《토스카나 웨딩》(네덜란드어: Toscaanse Bruiloft)은 2014년 공개된 네덜란드의 로맨틱 코미디 영화이다.

## 출연

### 주연
- 소피 반 오르스
- 얀 쿠이즈먼
- 시몬 클라인스마

### 조연
- 에른스트 다니엘 스미드
- 리케 반 렉스몬드
- 디데릭 에빙어
- 마르틴 산디포트
- 더크 질렌버그
- 루드 펠트캄프
- 캐롤리엔 스푸르
- 알레산드로 브레사넬로

## 기타
- 의상: 마그리에트 프로시
- 배역: 제누즈 고스챌크